# John Gustafson
John Frederick Gustafson (Liverpool, 8 agosto 1942 – Whitstable, 12 settembre 2014) è stato un bassista e cantante britannico.
È considerato da parte della critica fra i più importanti bassisti di Liverpool, secondo solo a Paul McCartney.

## Biografia
Gustafson nacque a Liverpool da padre svedese e da madre irlandese. Si accostò per la prima volta a uno strumento musicale grazie al fratello maggiore che gli regalò una chitarra, in un periodo che vedeva nella città inglese la fioritura di un gran numero di gruppi beat. Gustafson divenne un assiduo frequentatore della scena artistica di Liverpool e dintorni, proprio al tempo dell'esplosione del rock and roll, momento che per la ricchezza di stimoli musicali e culturali egli stesso definì “irripetibile”. All'inizio della carriera ebbe modo di venire a contatto sul piano umano oltre che artistico con molti musicisti del Merseyside, e nel clima di promiscuità musicale si trovò a suonare persino con i Beatles: in una circostanza al Grosvenor Ballroom di Wallasey si esibì in sostituzione di George Harrison, e nell'agosto del 1961 fu chiamato sul palco a unirsi al gruppo di John Lennon, sostituendo al basso Paul McCartney impegnato sornionamente nel ruolo di vocalist secondo i canoni dei crooner allora in voga.
La carriera musicale di Gustafson ebbe inizio alla fine degli anni cinquanta con la sua partecipazione al gruppo Cass & the Cassanovas, capitanato da Brian Casser (che aveva Casey Jones come nome d'arte) a cui si erano uniti Adrian Barber e Johnny Hutchingson. Alla formazione, che necessitava di un bassista, si aggregò uno squattrinato John Gustafson che ebbe il suo strumento ricavato da una chitarra riconvertita a cui erano state sostituite le sei corde con quelle del basso. A seguito dell'abbandono del leader nel 1961, i restanti membri del gruppo si ribattezzarono The Big Three (in riferimento ai tre protagonisti della Conferenza di Jalta), divenendo uno dei complessi più popolari del Merseyside e, fra gli anni 1961 e 1963, suonando in diverse occasioni come complesso di spalla dei Beatles.
Entrati nella scuderia di Brian Epstein, con un repertorio di rhythm and blues americano Gustafson e i Big Three fecero una sfiancante gavetta allo Star Club di Amburgo; al ritorno in patria registrarono per la Decca Records il singolo Some Other Guy – esecuzione di cui il bassista si dichiarò insoddisfatto – e la stessa casa discografica nell'agosto del 1963 incise una loro esibizione live al Cavern Club; ma il gruppo non decollò neppure a seguito del cambio del manager e così Gustafson passò ai Merseybeats, componendo Really Mystified, considerato uno dei dischi migliori della formazione.
Nel 1969, dopo un paio d'anni senza impegni fissi, il musicista approdò agli Episode Six, gruppo noto per la militanza di Ian Gillan e Roger Glover e in cui Gustafson condivise il palco fra gli altri con il tastierista Pete Robinson e il batterista Mick Underwood. Poco dopo questi ultimi due strumentisti decisero con Gustafson di lasciare la formazione per fondare nel settembre 1969 i Quatermass, gruppo originale dalle sonorità progressive rock che però non ebbe molta fortuna da parte di critica e pubblico e che perciò si sciolse nella primavera del 1971. Con il trio effettuò una tournée statunitense e in terra americana il gruppo ebbe l'occasione di alternarsi sul palcoscenico con Buddy Miles, Billy Preston e gli Earth, Wind & Fire, fra i tanti. Nel frattempo, assieme ad altri prestigiosi nomi del rock britannico, prese parte nel 1970 alla registrazione del doppio album Jesus Christ Superstar, interpretando il ruolo di Simone Zelota.
Dopo l'esperienza con i Quatermass, Gustafson si unì agli Hard Stuff, poi ai Baltik e successivamente ai Roxy Music, a cui contribuì dal 1973 al 1976, e poi collaborò assieme a svariati altri gruppi musicali fra i quali la Ian Gillan Band e in seguito i rinati Pirates, capitanati da Johnny Kidd. Fra queste molteplici esperienze, il bassista ebbe l'opportunità nel 1975 di incidere il suo primo e unico disco da solista, intitolato Goose Grease, dato alle stampe soltanto nel 1997. Negli ultimi anni di carriera aveva lavorato come sessionman assieme a musicisti di fama tra i quali Steve Hackett, Rick Wakeman, Jerry Lee Lewis e Ian Hunter.
Gustafson è morto dopo lunga malattia nella sua casa del Kent all'età di 72 anni.

## Discografia

### Solista
- 1997 – Goose Grease, Angel Air

### Partecipazioni
The Big Three
- 1973 – Resurrection, Polydor

The Merseybeats
- 1964 – The Merseybeats, Fontana
- 1964 – On Stage,  Fontana [EP]
- 1964 – I Think of You, Fontana [EP]
- 1964 – Wishin' and Hopin', Fontana [EP]
- 1977 – The Merseybeats Greatest Hits, Look [compilation]
- 1982 – Beats and Ballads, Edsel [compilation]
- 1970 – Jesus Christ Superstar (versione originale)

Quatermass
- 1970 – Quatermass,  Harvest - riedizioni con bonus tracks Repertoire (1990-1996) e Akarma Records (2001)
- 1990 – The Long Road

Hard Stuff
- 1972 – Bulletproof,  Purple
- 1973 – Bolex Dementia, Purple

Shawn Phillips Band
- 1974 – Furthermore
- 1976 – Rumplestiltskin's Resolve

Roxy Music
- 1973 – Stranded, Island
- 1974 – Country Life, Island
- 1975 – Siren, Island
- 1976 – Viva!, Island

Ian Gillan Band
- 1976 – Child in Time (Gillan/Fenwick/Gustafson/Moran/Nauseef), Oyster
- 1977 – Clear Air Turbulence, (Gillan/Fenwick/Gustafson/Towns/Nauseef), Island, rimasterizzato, Eagle 1998
- 1998 – Scarabus (1977), Island rimasterizzato  Eagle
- 1978 – Live at Budokan Vol 1&2, Virgin (2LP set)
- 1997 – The Rockfield Mixes, Angel Air
- 1978 – Live at the Rainbow, Angel Air

Gordon Giltrap Band
- 1981 – The Peacock Party, PVK
- 1981 – Live Electric

The Pirates
- 1986 – Lights Out/I'm into Something Good (Green/Gustafson/Farley) EP
- 1988 – Still Shakin (Green/Gustafson/Britton), Magnum/Thunderbolt
- 2001 – Live in Japan (Green/Gustafson/Samson), Thunderbolt

Riedizione [2CD set]
Sony/Columbia (2001),
Sanctuary (2002),
Indigo (2008).